# International Internet Preservation Consortium
Das International Internet Preservation Consortium (IIPC) ist eine weltweite Organisation, die sich dem Ziel widmet, das Internet und seine Inhalte zu bewahren und zu archivieren. Das Konsortium wurde im Jahr 2003 gegründet und besteht aus einer Vielzahl von Institutionen und Organisationen, darunter Nationalbibliotheken, Archive, akademische Institutionen und andere Einrichtungen, die sich mit der digitalen Bewahrung beschäftigen.

## Geschichte und Zweck
Das IIPC wurde mit dem Ziel ins Leben gerufen, den Herausforderungen der Bewahrung des Internets und seiner Inhalte gerecht zu werden. Mit dem exponentiellen Wachstum des Internets entstand die Notwendigkeit, die Vielfalt der digitalen Inhalte zu erfassen und zu erhalten. Das Konsortium ermöglicht den Austausch bewährter Verfahren, die Entwicklung gemeinsamer Standards und die Zusammenarbeit bei der Sammlung und Archivierung von Webinhalten.

## Mitglieder
Das IIPC hat eine breite Palette von Mitgliedern aus der ganzen Welt. Dazu gehören führende Institutionen wie Nationalbibliotheken, Archive, Universitäten, Forschungseinrichtungen und andere Organisationen, die sich mit der Bewahrung des kulturellen Erbes befassen. Zu den prominenten Mitgliedern zählen die Library of Congress (USA), die British Library (Vereinigtes Königreich), die National Library of Australia, die Chinesische Nationalbibliothek und viele andere renommierte Institutionen.

## Aktivitäten
Das Konsortium ist aktiv in der Entwicklung von Strategien und Technologien zur Bewahrung digitaler Inhalte. Es fördert die Zusammenarbeit und den Austausch von Informationen zwischen seinen Mitgliedern. Das IIPC veranstaltet regelmäßige Konferenzen, Workshops und Schulungen, um bewährte Verfahren zu teilen und die technische Expertise im Bereich der Webarchivierung zu fördern. Darüber hinaus arbeitet das Konsortium eng mit anderen Organisationen zusammen, um Initiativen zur Erhaltung des digitalen Erbes voranzutreiben.

## Projekte
Das IIPC initiiert und unterstützt verschiedene Projekte zur Archivierung des Internets. Dazu gehören die Entwicklung von Tools und Technologien zur Erfassung und Archivierung von Webseiten, die Erstellung von Sammlungen und thematischen Archiven sowie die Zusammenarbeit bei der Langzeitarchivierung von sozialen Medien und anderen dynamischen Webinhalten. Diese Projekte tragen zur Erhaltung des kulturellen Erbes im digitalen Zeitalter bei und ermöglichen es Forschern, Historikern und der breiten Öffentlichkeit, auf vergangene Webinhalte zuzugreifen und diese zu erforschen.

## Bedeutung
Das IIPC spielt eine entscheidende Rolle bei der Bewahrung des digitalen Erbes und der Erhaltung des kulturellen Gedächtnisses, das im Internet festgehalten ist. Es ermöglicht den Zugang zu vergangenen Webinhalten, die ansonsten verloren gehen könnten, und unterstützt Forschung und Studien im Bereich der Internetgeschichte, Kultur und Gesellschaft. Durch die Zusammenarbeit der Mitglieder fördert das Konsortium bewährte Verfahren und Standards, um eine nachhaltige und effektive Web-Archivierung zu gewährleisten.